# Lumbrineris lynnei
Lumbrineris lynnei är en ringmaskart som beskrevs av Knox 1951. Lumbrineris lynnei ingår i släktet Lumbrineris och familjen Lumbrineridae. Inga underarter finns listade i Catalogue of Life.